# Sun Zhifeng
Sun Zhifeng (Changchun, 12 luglio 1991) è un'ex snowboarder cinese.

## Palmarès

### Coppa del Mondo
- Miglior piazzamento nella Coppa del Mondo generale di freestyle: 3ª nel 2011
- Miglior piazzamento nella Coppa del Mondo di halfpipe: 2ª nel 2010
- 7 podi:
  - 2 vittorie
  - 4 secondi posti
  - 1 terzo posto

#### Coppa del Mondo - vittorie
| Data             | Località  | Paese    | Specialità |
| ---------------- | --------- | -------- | ---------- |
| 23 febbraio 2008 | Gojo-Gifu | Giappone | HP         |
| 30 gennaio 2010  | Calgary   | Canada   | HP         |

Legenda:

HP = Halfpipe